# Austin Wolf
Justin Heath Smith (Alvarado, 3 april 1981), professioneel bekend als Austin Wolf, is een Amerikaanse pornoacteur. In zijn carrière heeft hij zes GayVN Awards, twee Pornhub Awards, twee Grabby Awards en twee Str8UpGayPorn Awards gewonnen.
Wolf verhuisde op 20-jarige leeftijd naar New York. Daar werd hij escort en won hij drie International Escort Awards. Zijn debuut als pornografisch acteur maakte hij in 2012 bij de homopornostudio Randy Blue, waar hij drie jaar werkte voordat hij een exclusief contract tekende bij Falcon Studios. Vanaf 2019 werkte hij exclusief met CockyBoys en vanaf 2023 met Men.com.
In 2024 werd Wolf gearresteerd en aangeklaagd voor het bezit en verspreiden van honderden video’s met kinderpornografie.